# Lei de Wirth
Lei de Wirth na computação é o provérbio popularizado por Niklaus Wirth em 1995:
Software está se tornando mais lento mais rapidamente que o hardware está se tornando mais rápido.
Wirth atribuiu os dizeres a Martin Reiser, que, no prólogo para seu livro a respeito do sistema operacional Oberon, escreveu A esperança é que os avanços em hardware cure todos os males do software. No entanto, um crítico observador pode observar que o software consegue crescer mais que hardware em tamanho e lentidão.
Hardware de computador tem se tornado mais rápido ao longo do tempo, e parte desse desenvolvimento é quantificado pela Lei de Moore; A Lei de Wirth lembra que isso não implica que trabalho esteja efetivamente se tornando mais rápido.

## Lei de Gates
A Lei de Gates é uma variante da Lei de Wirth. É uma observação irônica e humorística que a velocidade de software comercial geralmente fica mais lento 50% a cada 18 meses, desse modo negando todos os benefícios da Lei de Moore. Isso poderia ocorrer por diversos motivos: Desenvolvedores que adoram implementar mais funções em seu programa, falta de qualidade no código, programador preguiçoso, ou uma filosofia de gestão de negócios cuja concepção não coincide com o gestor anterior.
A Lei de Gates nasceu da frustração que muitos usuários sentem devido a aparente tendência de software comercial tornarem-se mais lentos a cada nova versão, tal como se atualizar o hardware fosse uma boa ideia.
Apesar do nome da Lei se refere a Bill Gates, Gates não a formulou ou expressou. Pelo contrário, o nome refere-se a uma tendência percebida de produtos da Microsoft para ficar mais lento a cada novo recurso ou remendo. Esta percepção é reforçada pela percepção da vantagem que comprar um novo hardware normalmente significa comprar uma nova cópia do atual sistema operacional Microsoft e aplicações Microsoft, referindo-se a obsolescência planejada.